# آرثر نوغينت
آرثر نوغينت (بالإنجليزية: Arthur Nugent)‏ (30 مايو 1926 بغلاسكو في المملكة المتحدة - 1995) هو لاعب كرة قدم بريطاني (وحمل سابقاً جنسية المملكة المتحدة لبريطانيا العظمى وأيرلندا) في مركز الظهير. لعب مع Arthurlie F.C. ‏ وكانتربري سيتي ‏ ونادي بول تاون ونادي ألبيون روفرز ودارلينجتون إف سى.